# Belye noči
Belye noči (Белые ночи, Le notti bianche) è un film del 1959 diretto da Ivan Aleksandrovič Pyr'ev e tratto dall'omonimo racconto di Dostoevskij.